# Scleria melanomphala
Scleria melanomphala är en halvgräsart som beskrevs av Carl Sigismund Kunth. Scleria melanomphala ingår i släktet Scleria och familjen halvgräs. Inga underarter finns listade i Catalogue of Life.